# Kossuth híd (Győr)
A Kossuth híd Győrött található, a Mosoni-Dunán ível át (közvetlenül a Rába torkolata után). Nevét Kossuth Lajosról kapta. A 126 méteres híd a belvárosi Dunakapu térről vezet a Révfaluban fekvő Kálóczy térre. A hidat gyakran Révfalusi híd néven emlegetik. Mindkét hídfőjét turulszobrok díszítik.

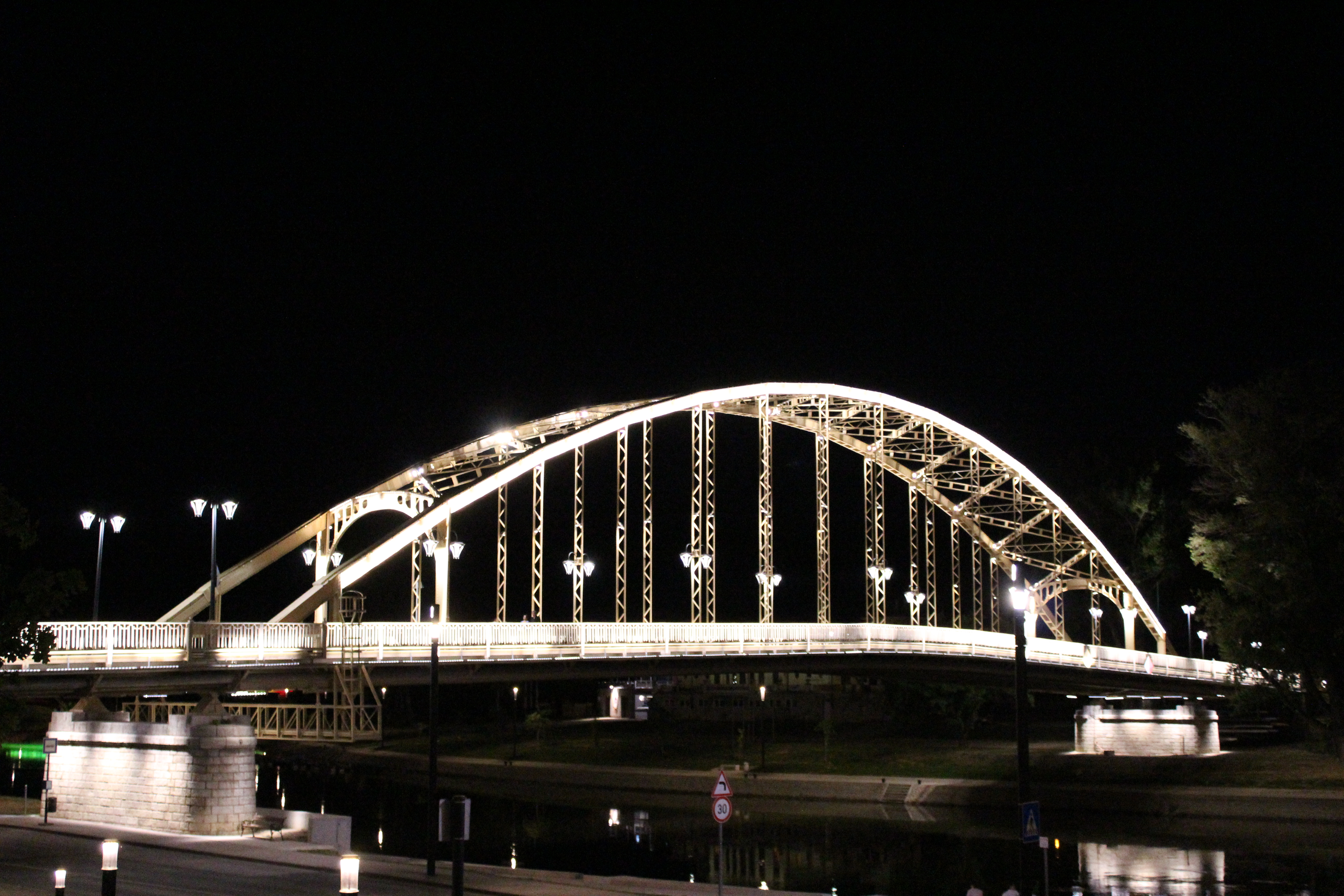
A Kossuth híd éjszakai díszvilágítása

## Története
A Kossuth híd helyén már a 16. században híd állt, aminek helyére 1899-ban fahidat építettek. 1926-1928 között épült fel a jelenlegi vashíd, mely Győr büszkesége lett. 1945-ben a németek felrobbantották, újjáépítése 1950-ben fejeződött be.

## Panoráma
A hídról nyugat felé szép panoráma nyílik a Mosoni-Duna és a Rába összefolyására. A torkolatnál vízicsikón lovagoló nőt ábrázoló szobor látható, ami Győrt, a „vizek városát” szimbolizálja. Mögötte a Cziráky-emlékmű hatalmas obeliszkje áll. A Rábán tovább az Ifjúság hídja, a Dunán pedig a Szigetet Révfaluval összekötő híd, a Jedlik Ányos híd sziluettje tűnik elénk. Érdekes látvány, ahogy a Rába sárgásabb vize fokozatosan elkeveredik a Duna kék vizével.